# Lingadalli, Muddebihal
Lingadalli là một làng thuộc tehsil Muddebihal, huyện Bijapur, bang Karnataka, Ấn Độ.